# Teijedo (Coaña)
Teijedo (oficialmente y en asturiano: Teixedo) es una casería perteneciente a la parroquia de Villacondide, en el concejo de Coaña, comarca de Eo-Navia, Principado de Asturias, España.